# Lauren Barfield
Lauren Barfield (* 15. März 1990 in Tacoma,  Washington) ist eine US-amerikanische Volleyballspielerin. Sie spielte 2016–2021 beim deutschen Bundesligisten SSC Palmberg Schwerin und wurde mit dem Verein deutsche Meisterin und Pokalsiegerin.

## Karriere
Barfield begann ihre Karriere an der Newport High School in Bellevue. Von 2008 bis 2011 studierte sie an der University of Washington und spielte in der Universitätsmannschaft Huskies. 2012 wechselte sie zum österreichischen Bundesligisten ASKÖ Linz Steg, mit dem sie in der Saison 2012/13 österreichische Vizemeisterin wurde und im europäischen Challenge Cup das Viertelfinale erreichte. Danach ging sie nach Polen zu LTSL Legionowo.
2014 wechselte die Mittelblockerin zum deutschen Bundesligisten Köpenicker SC. Der Verein war in der Bundesliga-Saison 2014/15 sportlicher Absteiger, blieb aber in der Liga. Ein Jahr später kam Barfield mit Köpenick ins Playoff-Viertelfinale. Danach wechselte sie zum Schweriner SC. Mit dem Verein unterlag sie in der Saison 2016/17 im Pokalfinale gegen Allianz MTV Stuttgart, aber anschließend wurde sie deutsche Meisterin. Zu Beginn der nächsten Saison gelang Schwerin auch der Sieg im VBL-Supercup. Im DVV-Pokal 2017/18 kam Barfield mit Schwerin diesmal ins Halbfinale und in der Bundesliga gelang die Titelverteidigung. In der Saison 2018/19 gewann Schwerin das Pokalfinale gegen Stuttgart, während das Playoff-Finale gegen denselben Gegner verloren ging. Im DVV-Pokal 2019/20 kam Barfield mit dem Verein ins Halbfinale. Als die Bundesliga-Saison kurz vor den Playoffs abgebrochen wurde, stand Schwerin auf dem ersten Tabellenplatz. Auch in der Saison 2020/21 spielte Barfield für Schwerin und gewann erneut den DVV-Pokal. Nach kurzer Zeit bei Legionovia Legionowo (Polen) im Herbst 2021 wechselte Barfield zu Sm'Aesch Pfeffingen (Schweiz).